# Pulsatrix
Genre
Pulsatrix est un genre de chouettes, rapaces nocturnes appartenant à la famille des strigidés.

## Liste d'espèces
D'après la classification de référence (version 14.1, 2024) de l'Union internationale des ornithologues, il y a 3 espèces du genre Pulsatrix.
Liste des espèces par ordre philogénique :
- Pulsatrix perspicillata (Latham, 1790) – Chouette à lunettes ;
- Pulsatrix koeniswaldiana (Bertoni, MS & Bertoni, AW, 1901) – Chouette à sourcils jaunes ;
- Pulsatrix melanota (Tschudi, 1844) – Chouette à collier.